# Koko Taylor
Koko Taylor, de son vrai nom Cora Walton, surnommée aussi Cocoa, née à Memphis (Tennessee) le 28 septembre 1928 et morte à Chicago (Illinois) le 3 juin 2009, est une chanteuse de blues américaine.

## Biographie
Elle naît en 1928 dans le compte (Tennessee). Dans sa jeunesse elle commence à chanter dans les chœurs des églises de Memphis.
Elle quitte Memphis pour Chicago en 1952 avec son mari, Robert « Pops » Taylor, un conducteur de camions. À la fin des années 1950, elle commence à chanter dans les clubs de Chicago blues. En 1962, elle est repérée par Willie Dixon, qui lui fait trouver son premier contrat d'enregistrement. Elle signe en 1965 chez Chess Records et enregistre son single Wang Dang Doodle (écrit par Willie Dixon, et qui avait été un tube pour Howlin' Wolf cinq ans plus tôt) avec l'harmoniciste Little Walter. Ce sera un grand succès (4e au hit parade du Rythm'n' blues), qu'elle enregistrera plus tard de nombreuses fois.
Les tournées nationales et internationales (elle tournera en Europe avec l'American Folk Blues Festival en 1967) pendant la fin des années 1960 et les années 1970 accroissent sa popularité. Elle signe chez Alligator Records en 1975. Elle participe en 1981-1982 à la tournée internationale Blues with the Girls, avec Zora Young et Big Time Sarah.
Après un grave accident de voiture en 1989, on la retrouve au cinéma dans le film Blues Brothers 2000. Elle ouvre un club de blues dans Division Street à Chicago (il fermera en 1999).
Koko Taylor a été surnommée "Queen of blues". Elle a influencé de nombreuses chanteuses de blues et de rock, comme Bonnie Raitt, Shemekia Copeland, Janis Joplin, Shannon Curfman, et Susan Tedeschi. Dans les années précédant sa mort, elle faisait jusqu'à 70 concerts par an.
Elle meurt le 3 juin 2009, à la suite d'une opération.

## Discographie
- 1965 / 69 - Koko Taylor (MCA)
- 1973 - South Side Lady (Evidence)
- 1975 - I Got What it Takes (Alligator)
- 1978 - The Earthshaker (Alligator)
- 1985 - Queen of the Blues (Alligator)
- 1987 - Live From Chicago : An Audience with the Queen (Alligator)
- 1988 - From The Heart of a Woman (Alligator)
- 1990 - Jump for joy (Alligator)
- 1991 - Force of Nature (Alligator)
- 2007 - Old School (Alligator)